# Campo de rugby Valle de las Cañas
Le Campo de rugby Valle de las Cañas, également appelé Valle de las Cañas, est un stade de rugby situé à Pozuelo de Alarcón, en Espagne. Il a été inauguré en 2000.

## Présentation
Ce stade est le domicile des équipes du CRC Pozuelo et du Olímpico de Pozuelo.  Il accueille la División de Honor et la Challenge européen.
Il a accueilli les Gatos de Madrid lors de la Liga Superiberica en 2009.